# زعرور أخضر
زُعرور أخضر هو نوع من الزعرور موطنه جنوب شرق الولايات المتحدة. تطول الشجرة من 5 إلى 15 متراً. تختلف الأشكال اختلافًا كبيرًا، ويمكن اختيار العديد من أشكال الزينة المرغوبة من البرية. الصنف 'Winter King' هو من أشهرها.